# Allium mogianense
Allium mogianense — вид квіткових рослин з підродини цибулевих (Allioideae). Ендемік Таджикистану.